# قاضی غلام محبوب
قاضی غلام محبوب (۲۳ دسامبر ۱۹۲۷ – ۱۹ مارس ۲۰۰۶) سیاستمدار اهل بنگلادش بود. او از فعالان اولیه جنبش زبان در دورهٔ حکومت پاکستان شرقی بود.

## فعالیات
او از مؤسسان مسلم چهارا لیگ پاکستان شرقی بود. در ژانویهٔ ۱۹۵۲، او به عنوان همایشگر کمیتهٔ عملی همه احزای زبانی انتخاب شد.
او عضو کمیتهٔ مرکزی عوامی لیگ استان بین سال‌های ۱۹۴۹ و ۱۹۶۸ بود و نمایندهٔ اصلی عوامی لیگ در ۱۹۵۳ برای شهرستان باریسال بود. او در ۱۹۷۸ به عضویت حزب ملی بنگلادش درآمد و سخنگوی حزب شد.

## میراث
در ۱۰ دسامبر ۲۰۰۶، شهردار داکا نام جاده ۱۰ در ناحیهٔ Dhanmondi Residential، را به نام قاضی محبوب تغییر داد.